# 中野敏雄

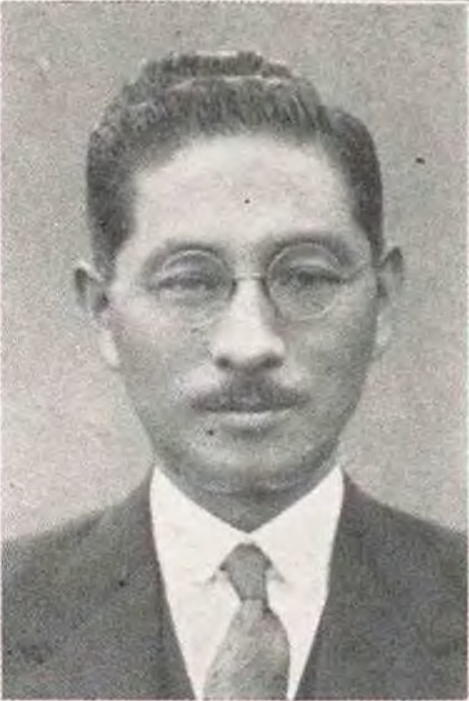
中野敏雄

中野 敏雄（なかの としお、1898年（明治31年）11月22日 - 1999年（平成11年）11月1日）は、昭和期の実業家、政治家。貴族院多額納税者議員、初代佐賀県武雄市長。

## 経歴
佐賀県杵島郡武雄町（現武雄市武雄町）で、温泉旅館・春慶屋経営、中野祐市、いち夫妻の長男として生まれる。1916年（大正5年）慶應義塾大学部理財科に入学したが、志望校ではなかったため両親に内緒で旧制高等学校を受験して合格し、親の許しを受けて1918年（大正7年）4月、第七高等学校造士館に入学。1921年（大正10年）3月、七高を卒業し、同年4月、東京帝国大学文学部社会学科に入学。1925年（大正14年）同大文学部を卒業したが、不況の最中での卒業であったため、じっくり学問に取り組もうと同年4月、同大法学部政治学科に入学し、1928年（昭和3年）3月に卒業した。
大学卒業後、政治家を志し、西園寺公望の情報担当秘書松本剛吉の秘書となる。1928年（昭和3年）11月、下郷伝平 仁壽生命保険社長から勧誘を受け仁壽生命に入社。1931年（昭和6年）10月、父が死去し帰郷のため退社を申し出たが、下郷社長の計らいで福岡支店長に就任。
1933年（昭和8年）石炭事業に専念するため仁壽生命を退社。唐津炭鉱の開発を行い1935年に経営が安定。
1939年（昭和14年）9月29日、貴族院多額納税者議員に就任し、交友倶楽部に所属して活動。この間、米内光政海軍大臣の指名で小磯内閣・海軍参与官を務めた。
1941年（昭和16年）11月、西九州石炭会社社長に就任するとともに、九州の約400の小炭鉱を整理統合した西日本石炭統制組合理事長となった。太平洋戦争末期には、海軍傷病兵の収容施設として経営していた春慶屋を率先して提供し、他の武雄温泉旅館の多くもこれに追随した。
終戦後、戦争責任を感じ貴族院議員の辞表を提出し、1946年（昭和21年）1月29日に辞職が許可された。同年同月、公職追放となった。
1948年（昭和23年）6月、シイタケ原種菌販売の西日本菌類興業 (株) を設立し社長となり、全国椎茸普及会会長にも就任。1950年（昭和25年）から販売した原種菌で「笠なしシイタケ」が発生し、その補償のため1951年（昭和26年）に西日本菌類興業を解散した。同年、公職追放が解除。
1952年（昭和27年）10月の第25回衆議院議員総選挙において佐賀県全県区から自由党公認で立候補するが落選した。
1954年（昭和29年）5月16日、初代武雄市長に就任。市民福祉の増進、『たけお市報』発行、財政再建などに取り組み、市長を2期務めたが、3期目を目指した市長選で落選し、1962年（昭和37年）5月14日に市長を退任した。

## 著書
- 述、近藤三郎著『馬齢また佳し:武雄市初代市長中野敏雄聞書』西日本新聞社、1994年。

## 親族
- 二男 中野三敏（日本文学研究者、九州大学名誉教授）[18]